# Осор (Малий Лошинь)
44°41′ пн. ш. 14°23′ сх. д. / 44.69° пн. ш. 14.39° сх. д.
Осор (хорв. Osor) — населений пункт у Хорватії, у Приморсько-Горанській жупанії у складі міста Малий Лошинь.

## Населення
Населення за даними перепису 2011 року становило 60 осіб.
Динаміка чисельності населення поселення:

## Клімат
Середня річна температура становить 14,86 °C, середня максимальна – 27,41 °C, а середня мінімальна – 3,03 °C. Середня річна кількість опадів – 933 мм.
| Клімат поселення                              | Клімат поселення | Клімат поселення | Клімат поселення | Клімат поселення | Клімат поселення | Клімат поселення | Клімат поселення | Клімат поселення | Клімат поселення | Клімат поселення | Клімат поселення | Клімат поселення | Клімат поселення |
| Показник                                      | Січ.             | Лют.             | Бер.             | Квіт.            | Трав.            | Черв.            | Лип.             | Серп.            | Вер.             | Жовт.            | Лист.            | Груд.            |                  |
| Середній максимум, °C                         | 10,09            | 10,04            | 13,12            | 16,37            | 21,32            | 25,56            | 27,41            | 27,31            | 22,59            | 18,49            | 13,65            | 10,78            |                  |
| Середня температура, °C                       | 6,57             | 6,54             | 9,61             | 12,86            | 17,80            | 22,03            | 24,54            | 24,43            | 19,71            | 15,61            | 10,77            | 7,90             |                  |
| Середній мінімум, °C                          | 3,05             | 3,03             | 6,09             | 9,33             | 14,29            | 18,52            | 21,64            | 21,56            | 16,83            | 12,73            | 7,89             | 5,03             |                  |
| Норма опадів, мм                              | 80               | 65               | 63               | 67               | 61               | 66               | 37               | 61               | 99               | 118              | 121              | 95               |                  |
| Середньомісячна швидкість вітру, м/с          | 3.04             | 3.23             | 3.29             | 3.11             | 2.76             | 2.61             | 2.61             | 2.60             | 2.73             | 2.98             | 3.41             | 3.27             |                  |
| Середньомісячна сонячна радіація, кДж/м²·день | 4660             | 7449             | 11038            | 15707            | 20249            | 21965            | 23514            | 20236            | 14842            | 9512             | 5115             | 3940             |                  |
| --------------------------------------------- | ---------------- | ---------------- | ---------------- | ---------------- | ---------------- | ---------------- | ---------------- | ---------------- | ---------------- | ---------------- | ---------------- | ---------------- | ---------------- |
| Джерело:                                      |                  |                  |                  |                  |                  |                  |                  |                  |                  |                  |                  |                  |                  |